# Rodmell
Rodmell – wieś w Anglii, w hrabstwie East Sussex, w dystrykcie Lewes. Leży 75 km na południe od Londynu. W 2007 miejscowość liczyła 502 mieszkańców.
Od 1919 w Rodmell mieszkali Virginia Woolf i Leonard Woolf.